# Флорида пантерси
Флорида пантерси (енгл. Florida Panthers) су амерички професионални хокејашки клуб из Санрајза на Флориди. Клуб се такмичи у Атлантик дивизији Источне конференције Националне хокејашке лиге (НХЛ).
Пантерси су највећи успех у историји остварили у сезони 2023/24, када су по први пут освојили Стенли куп, победивши Едмонтон ојлерсе у финалној серији резултатом 4:3. Исти испех је поновљен и следеће сезоне, када су поново били бољи од Едмонтона. Пре тога, клуб је два пута стизао до финала (1996. и 2023. године), али без титуле. 

## Историја
Пантерси су своју прву НХЛ сезону одиграли 1993–94. године. Под вођством генералног менаџера Боба Кларка и тренера Роџера Нилсена, тим је имао импресивну дебитантску сезону и замало ушао у плеј-оф. Њихов дефанзивни стил игре брзо је привукао пажњу јавности.
Највећи успех у раној историји клуба дошао је у сезони 1995/96, када су на изненађење многих стигли до финала Стенли купа. Под вођством тренера Дага Меклејна, капитена Брајана Скрудланда и сјајног голмана Џона Ванбисбрука, Пантерси су савладали неколико фаворизованих тимова и стигли до финала, где су изгубили од Колорадо валанша. 
Након тог успеха, Флорида се дуго борила са неконзистентношћу. Клуб је током наредних двадесет година пролазио кроз више реконструкција и промена власништва, и само је неколико пута успевао да се пласира у плеј-оф до 2015. године. Међутим, Пантерси су полако почели да граде конкурентан тим око младих звезда као што су Александар Барков, Џонатан Хубердо и Арон Екблад.
У сезони 2021/22, Флорида је завршила регуларни део сезоне са најбољим учинком у лиги и освојила Председнички трофеј, што је био велики успех за франшизу. У сезони 2022/23, као аутсајдер са осме позиције, направили су још једну историјску плеј-оф серију и поново стигли до финала Стенли купа, где су изгубили од Вегас голден најтса.
Пантерси су освојили свој први Стенли куп у сезони 2023/24, победивши Едмонтон ојлерсе у финалу резултатом 4:3 у серији. Одлучујућа седма утакмица одиграна је 24. јуна 2024. године у Амерент Банк Арени у Санрајзу, где су Пантерси славили са 2:1. Капитен тима, Александар Барков, постао је први капитен рођен у Финској који је подигао Стенли куп. Кључни играчи у финалној серији били су Сем Рајнхарт и голман Сергеј Бобровски, који је у одлучујућој утакмици зауставио 23 од 24 шута .
У сезони 2024/25, Пантерси су завршили на трећем месту у Атлантској дивизији и петом у Источној конференцији. Пантерси су поново играли против својих ривала из исте државе, Тампа Беј лајтнинга, у првој рунди плеј-офа, и победили у физички веома захтевној серији од пет утакмица. У другој рунди су се сукобили са Торонто мејпл лифсима. Иако су губили са 2:0 у серији, Пантерси су победили у четири од наредних пет утакмица, укључујући убедљиве победе од 6:1 у петој и седмој утакмици у Торонту. У финалу конференције, Флорида се поново сусрела са Каролина харикенсима, коју су победили и у финалу конференције 2023. године. Након што су повели са 3–0 у серији, Пантерси су победили у пет утакмица и освојили своју трећу узастопну титулу шампиона Источне конференције, чиме су изборили пласман у финале Стенли купа 2025. године. У финалу Стенли купа су победили Едмонтон ојлерсе у реваншу прошлогодишњег финала, резултатом 4–2 у серији, и тако освојили свој други узастопни Стенли куп.

## Трофеји
| Стенли куп           | Првак | 2 | 2023/24, 2024/25                   |
| Источна конференција | Првак | 2 | 1995/96, 2022/23                   |
| Председнички трофеј  | Првак | 1 | 2021/22                            |
| Дивизија             | Првак | 4 | 2011/12, 2015/16, 2021/22, 2023/24 |